# Mathias Björk
Karl Mathias Björk, född 13 mars 1973, är en svensk författare. Han debuterade 2007 med romanen En del av mitt hjärta (Big Bok) och skrev året därpå den facklitterära boken GANT – När tre svenska entreprenörer gjorde ett amerikanskt varumärke globalt (Ekerlids Förlag). Efter att ha tagit magisterexamen i företagsekonomi vid Stockholms universitet bodde han flera år i New York där han bland annat var verksam som fotomodell.